# Teatro Michajlovskij
Il Teatro Michajlovskij (in russo Михайловский театр?), dal 1989 al 2007 Teatro dell'opera e del balletto Modest Petrovič Musorgskij, è un teatro dell'opera di San Pietroburgo, che si trova in un edificio storico della Piazza delle Arti. Uno dei più vecchi della Russia, fu fondato nel 1833 su ukaz dello zar Nicola I e dedicato soprattutto ad accogliere spettacoli di compagnie teatrali straniere, in particolare francesi. 
Nel 1891 avvenne la prima assoluta di Amleto. Al giorno d'oggi vi si esibiscono per la maggior parte artisti russi.